# Spinestis nikita
Spinestis nikita is een spinnensoort in de taxonomische indeling van de Dwergcelspinnen (Oonopidae).
Het dier behoort tot het geslacht Spinestis. De wetenschappelijke naam van de soort werd voor het eerst geldig gepubliceerd in 2009 door Michael Saaristo & Marusik.